# Pongsan
Pongsan (Hán Việt: Phượng Sơn) là một huyện thuộc tỉnh Hwanghae Bắc tại Cộng hòa Dân chủ Nhân dân Triều Tiên. Huyện giáp với Rinsan và Unpa ở phía nam, giáp với Sohung ở phía đông, giáp với Yontan ở phía bắc, giáp với Sariwon ở phía tây. Năm 2008, dân số của huyện Pongsan là 124.745 người (58.668 nam và 66.077 nữ), trong đó dân số đô thị là 33.063 người (26,5%), dân số nông thôn là 91.682 người (73,5%).